# Płoskie Zamojskie
Płoskie Zamojskie – stacja posterunkowa na terenie wsi Płoskie koło Zamościa, w województwie lubelskim, w Polsce. Znajduje się niedaleko drogi krajowej nr 74.